# Guillermo Billinghurst
Guillermo Billinghurst (Arica; 27 de julho de 1851 — Iquique; 28 de junho de 1915) foi um político e Presidente do Peru de 24 de setembro de 1912 a 4 de fevereiro de 1914.

## Vida
O empresário da nitrato, amigo de Nicolás de Piérola Villena e conhecido membro de seu partido, o Democrata, foi ministro plenipotenciário no Chile, onde assinou o Protocolo Billinghurst-Latorre (1898) para a realização do plebiscito de Tacna e Arica, o que não é posto em prática. Entre 1909 e 1910 foi prefeito de Lima, realizando uma vasta obra de construção e a favor da classe trabalhadora. Participou como candidato presidencial em 1912, obtendo uma popularidade rápida e avassaladora, a ponto de questionar as mesmas eleições, exigindo que o Congresso da República para cancelá-los, aduzindo uma série de vícios. Os parlamentares aceitaram a imposição e imediatamente o elegeram presidente. Durante seu mandato, propôs uma legislação social moderna, que lhe rendeu a oposição dos conservadores, e teve uma luta tenaz com o Congresso, dominado por seus inimigos políticos. Propôs-se então a dissolução do Congresso e a convocação do povo para a realização de reformas constitucionais fundamentais, o que motivou os parlamentares da oposição a concordarem em desocupá-lo por incapacidade moral, ao mesmo tempo em que buscavam o apoio dos militares. Billinghurst soube desse complô, reprimiu a oposição e tentou formar milícias populares armadas, o que levou ao levante militar do Coronel Óscar R. Benavides, em defesa do Congresso. Billinghurst foi forçado a renunciar e enviado para o exílio. Pouco depois ele morreu em Iquique.